# Las hermanas (serie de televisión)
Las hermanas (en hangul, 작은 아씨들; RR: Jag-eun Assideul; título inglés: Little Women) es una serie de televisión surcoreana de 2022, dirigida por Kim Hee-won y protagonizada por Kim Go-eun, Nam Ji-hyun y Park Ji-hoo. Está muy libremente basada en la novela del mismo título de Louisa May Alcott, y se emite por el canal tvN desde el 3 de septiembre hasta el 9 de octubre de 2022. También está disponible en la plataforma Netflix para algunas zonas del mundo.

## Sinopsis
Es la historia de tres hermanas que son pobres pero que crecen en armonía frente a la familia más rica y poderosa de Corea: «la historia de tres hermanas que encuentran una dirección en sus vidas frente a un enorme poder se dibujará de una manera intensa e interesante».

## Reparto

### Principal
- Kim Go-eun como Oh In-joo, la hermana mayor, que habiendo crecido en la extrema pobreza, se da cuenta muy pronto de que el dinero es su protector.[3][4]

- Park So-yi como la joven In-joo.

- Nam Ji-hyun como Oh In-kyung, la segunda hermana, que no quiere vender su alma por dinero. Es un personaje fuerte e independiente, una brillante periodista y siempre trabaja por lo que es justo.[3]
- Park Ji-hoo como Oh In-hye, la hermana menor, que lucha con el amor de sus dos hermanas mayores que trabajan duro para ella. Gracias a su destreza como dibujante, ingresó en una prestigiosa escuela secundaria de arte. Poco después se revela que padece una rara enfermedad genética del corazón al igual que In-sun, la tercera hermana que falleció debido a la pobreza.[3]
- Wi Ha-joon como Choi Do-il, graduado en una prestigiosa universidad y director de la división exterior del grupo Wonryong.[5][6]

### Secundario

#### Familia de las hermanas
- Park Ji-young como Ahn Hee-yeon, madre de las hermanas, que escapa con el dinero del viaje a Europa de una de ellas.[7]
- Kim Mi-sook como Oh Hye-seok, tía abuela de las hermanas. Poco después termina siendo asesinada misteriosamente.[8]

#### Personas cercanas a In-kyung
- Kang Hoon como Ha Jong-ho, amigo de la infancia de In-kyung. Al final de la serie, se vuelven pareja.[8][9]
- Gong Min-jung como Jang Ma-ri, una periodista de la agencia YBC.[10]
- Cho Seung-yeon como Cho Wang-kyoo, director del Departamento Social de OBN.

#### Casa de Wonryung
- Uhm Ji-won como Won Sang-ah, hija de un general, esposa de un político y directora de un museo de arte. Su relación con las tres hermanas comienza cuando su hija Hyo-rin, se relaciona con In-hye.[11][12]
- Um Ki-joon como Park Jae-sang, un político novato que tiene una relación conflictiva con las tres hermanas.[13][14]
- Jeon Chae-eun como Park Hyo-rin, hija de Sang-ah y Jae-sang.[8]
- Lee Do-yeop como el general Won Ki-sun, comandante de seguridad en la década de 1980 y padre de Sang-ah.[15][16]
- Lee Min-woo como Won Sang-woo, hijo de Ki-sun y hermano mayor de Sang-ah.[17]

#### Grupo Wonryung
- Park Bo-kyung como Ko Soo-im, la mano derecha de Jae-sang.[13][18]
- Jang Gwang como Jang Sa-pyung, director de la Escuela Wonryung.[19]

#### Otros
- Cho Yeon-jin como Hwang Bo-yeon.
- Sung Yool como Soo-ha, leal secretario de Soo-im.[20]
- Kim Jung-pal como Lee Yong-kwi, un veterano de la Guerra de Vietnam.[21]
- Kim Myung-soo como Choi Hee-jae, el padre de Do-il, exveterano de guerra.[22]

### Apariciones especiales
- Song Joong-ki como empleado de una zapatería de lujo.[23][24]
- Choo Ja-hyun como Jin Hwa-young, la amiga secreta de In-joo.[25]
- Oh Jung-se como Shin Hyun-min, un director del que se sospechaba que tenía una aventura con Hwa-young.[26][27]
- Adrian Pang como Calvin Ng.[28]
- Joshua Tan como recepcionista de hotel.[28]

## Producción
La guionista de Little Women es Jeong Seo-kyung, autora también de las películas Sympathy for Lady Vengeance (2005), La doncella (2016), Decision to Leave (2022), y de la serie Mother (tvN, 2018). La directora, Kim Hee-won, firmó asimismo las series de éxito Money Flower (MBC, 2017) y Vincenzo (tvN y Netflix, 2021). Por último, la directora artística fue Ryu Seong-hie.
El 23 de diciembre de 2021 se anunció que se había completado el reparto de la serie. En el verano de 2022 el rodaje se realizó en Singapur, a cuyo aeropuerto llegaron Kim Go-eun y Wi Ha-joon el 29 de junio. Algunas escenas se rodaron en Marina Bay Sands y en Robinson Road.
El 2 de agosto se publicó el primer cartel de la serie, con las tres protagonistas. Otro cartel posterior publicado en septiembre se vio envuelto en controversias por ser acusado de plagiar otro de una marca de belleza japonesa, Shiseido. Ello provocó la petición de disculpas de tvN.

## Banda sonora original
| Parte | Fecha de publicación     | N.º | Título           | Letra       | Música        | Artista   | Duración |
| ----- | ------------------------ | --- | ---------------- | ----------- | ------------- | --------- | -------- |
| 1     | 18 de septiembre de 2022 | 1   | «Enough»         | eSNa        | Primary, eSNa | Zior Park | 3:46     |
| 1     | 18 de septiembre de 2022 | 2   | «Enough» (inst.) |             | Primary, eSNa |           | 3:46     |
| 2     | 2 de octubre de 2022     | 1   | «La Vie»         | Park Ye-seo | Woo Ji-hoon   | Sole      | 3:49     |
| 2     | 2 de octubre de 2022     | 2   | «La Vie» (inst.) |             | Woo Ji-hoon   |           | 3:49     |

## Audiencia
La serie arrancó con fuerza, con un promedio nacional del 7,7 % en el segundo episodio y un máximo del 9,9 % para el área metropolitana de Seúl (9 % en todo el país). Sufrió una inflexión en el episodio 7, probablemente por la emisión de nuevas series como The Empire y One Thousand Won Lawyer, aunque se recuperó inmediatamente y siguió una trayectoria ascendente, hasta alcanzar su máximo y superar ampliamente la barrera del 10 % en el área metropolitana de Seúl con el capítulo 10.
| Temporada | Temporada | Episodio número | Episodio número | Episodio número | Episodio número | Episodio número | Episodio número | Episodio número | Episodio número | Episodio número | Episodio número | Episodio número | Episodio número | Promedio |
| Temporada | Temporada | 1               | 2               | 3               | 4               | 5               | 6               | 7               | 8               | 9               | 10              | 11              | 12              | Promedio |
| --------- | --------- | --------------- | --------------- | --------------- | --------------- | --------------- | --------------- | --------------- | --------------- | --------------- | --------------- | --------------- | --------------- | -------- |
|           | 1         | 1.402           | 1.697           | 1.315           | 1.696           | 1.666           | 2.040           | 1.449           | 2.050           | 1.685           | 2.230           | 1.767           | 2.618           | 1.801    |

| Episodio                                                                                 | Fecha de emisión         | Índices de audiencia (Nielsen Korea) | Índices de audiencia (Nielsen Korea) |
| Episodio                                                                                 | Fecha de emisión         | Nacional                             | Seúl                                 |
| ---------------------------------------------------------------------------------------- | ------------------------ | ------------------------------------ | ------------------------------------ |
| 1                                                                                        | 3 de septiembre de 2022  | 6,395 % (1.ª)                        | 6,931 % (1.ª)                        |
| 2                                                                                        | 4 de septiembre de 2022  | 7,747 % (1.ª)                        | 8,519 % (1.ª)                        |
| 3                                                                                        | 10 de septiembre de 2022 | 5,587 % (1.ª)                        | 6,110 % (1.ª)                        |
| 4                                                                                        | 11 de septiembre de 2022 | 7,256 % (1.ª)                        | 8,315 % (1.ª)                        |
| 5                                                                                        | 17 de septiembre de 2022 | 7,038 % (1.ª)                        | 8,072 % (1.ª)                        |
| 6                                                                                        | 18 de septiembre de 2022 | 8,338 % (1.ª)                        | 8,898 % (1.ª)                        |
| 7                                                                                        | 24 de septiembre de 2022 | 6,014 % (1.ª)                        | 7,033 % (1.ª)                        |
| 8                                                                                        | 25 de septiembre de 2022 | 8,676 % (1.ª)                        | 9,710 % (1.ª)                        |
| 9                                                                                        | 1 de octubre de 2022     | 7,346 % (1.ª)                        | 8,935 % (1.ª)                        |
| 10                                                                                       | 2 de octubre de 2022     | 9,701 % (1.ª)                        | 11,278 % (1.ª)                       |
| 11                                                                                       | 8 de octubre de 2022     | 7,707 % (1.ª)                        | 8,931 % (1.ª)                        |
| 12                                                                                       | 9 de octubre de 2022     | 11,105 % (1.ª)                       | 11,968 % (1.ª)                       |
| Promedio                                                                                 | Promedio                 | 7,743 %                              | 8,725 %                              |
| - En la tabla superior, aparecen en azul los índices más bajos, y en rojo los más altos. |                          |                                      |                                      |